# Валония
Валония (на френски: Wallonie) или Валонски регион (на френски: Région Wallonne) е един от трите региона на Белгия с център Намюр. Валония заема южната част на Белгия и се състои от следните провинции:
- Ено
- Лиеж
- Люксембург
- Намюр
- Валонски Брабант

Площта на Валония е 16 844 km2, а населението – 3 624 377 души (по приблизителна оценка от януари 2018 г.).